# George Orton
George Washington F. Orton (Strathroy, Ontario, 10 de gener de 1873 – Meredith, Nou Hampshire, Estats Units, 26 de juny de 1958) fou un atleta canadenc, especialista en les curses de mitjana distància. El 1900 fou el primer canadenc a guanyar una medalla olímpic.

## Biografia
Nascut a Strathroy, Ontario, Orton va estudiar a la Universitat de Toronto abans de passar a la Universitat de Pennsylvania el 1893. En aquells dies ja era un dels millors corredors de mitjana distància d'Amèrica del Nord. Va guanyar els títols nacionals al Canadà, Estats Units i el Regne Unit en la milla, dues milles i els obstacles. El temps d'Orton en la milla de 4' 21.8", aconseguit el 1892, fou rècord canadenc durant 30 anys.
El 1900 va participar en els Jocs Olímpics de París. Orton va disputar tres proves: dues competicions amb obstacles i els 400 metres tanques. Va guanyar la medalla d'or en la cursa dels 2500 metres obstacles amb un temps de 7' 34,4" i posteriorment la medalla de bronze en els 400 m tanques, aconseguint d'aquesta manera totes les medalles guanyades per Canadà durant els jocs. En la cursa dels 4000 metres obstacles acabà en cinquena posició.
A més de la pràctica de l'atletisme Orton destacà com a futbolista, jugador d'hoquei gel i de cricket.

## Millors marques
- 400 m tanques. 58.9", el 1900
- Milla. 4' 21.8", el 1892